# Furuholmarna (vid Hästön, Lovisa)
Furuholmarna är öar i Finland. De ligger i Finska viken och i kommunen Lovisa i den ekonomiska regionen  Lovisa i landskapet Nyland, i den södra delen av landet. Öarna ligger omkring 64 kilometer öster om Helsingfors.
Arean för den av öarna koordinaterna pekar på är 7 hektar och dess största längd är 380 meter i sydväst-nordöstlig riktning.